# Václav Hořejší
Václav Hořejší (* 14. října 1949 Mlýnské Struhadlo) je český molekulární imunolog, mikrobiolog, biochemik a vysokoškolský pedagog.

## Život
V letech 1968 až 1973 vystudoval obor chemie na Přírodovědecké fakultě UK, kde později působil jako vědecký aspirant na katedře biochemie (výzkum rostlinných lektinů). Posléze se stal vědeckým pracovníkem Ústavu molekulární genetiky ČSAV, kde se zabýval zejména strukturou a funkcí povrchových molekul leukocytů.
Roku 1989 byl jedním ze čtyř signatářů petice Několik vět na ÚMG ČSAV a spoluzakladatelem Kruhu nezávislé inteligence. Zúčastnil se manifestace 17. listopadu 1989 a prošel s ní celou trasu až na Národní třídu. 19. listopadu 1989 byl spoluzakladatelem Občanského fóra ústavů ČSAV, které sídlily v Krči.
V roce 1995 byl jmenován docentem a v roce 2000 profesorem imunologie. V letech 2005–2017 byl ředitelem Ústavu molekulární genetiky Akademie věd ČR. Jeho laboratoř se zabývá výzkumem bílých krvinek. Výsledky práce Václava Hořejšího byly zveřejněny ve více než 190 původních vědeckých publikacích a přehledných článcích v mezinárodních časopisech, v desítkách kapitol monografií a několika knihách. Autor má vice než 11000 citací a h index 57).
V letech března 2014–2017 působil v týmu poradců premiéra Bohuslava Sobotky jako poradce pro oblast vědy, výzkumu a vysokých škol.
Roku 2020 obdržel nejvyšší vědecké ocenění v České republice, Národní cenu vlády Česká hlava.
Hořejší se hlásí k politické levici. Také dlouhodobě zpochybňoval nebezpečí Ruska pro Evropu a podporoval vystoupení Česka z NATO. Po započetí ruské invaze na Ukrajinu v únoru 2022 tyto postoje přehodnotil a omluvil se. Inicioval výzvu Mír a spravedlnost požadující uzavření příměří a diplomatické řešení konfliktu.

## Publikační činnost
Václav Hořejší je autorem a spoluautorem téměř 180 původních vědeckých publikací a 20 přehledných článků publikovaných v mezinárodních časopisech, téměř 30 kapitol v monografiích a recenzovaných sbornících, mnoha odborných i popularizačních článků. Ve sdělovacích prostředcích se často kriticky vyjadřuje k různým otázkám vědní politiky a celospolečenským problémům, včetně např. kritiky léčby pomocí kmenových buněk, což ale vedlo i k podání trestního oznámení. Dále se zabývá úvahami o vztahu vědy a náboženství, moderní době a postmodernismu, s kterým vytrvale polemizuje.

### Knihy
- J. Klein, V. Hořejší: Immunology, 2nd Edition. Blackwell Science, Oxford 1997, 721 p.
- V. Hořejší, J. Bartůňková: Základy imunologie. Triton, Praha (6 vydání 1998, 2001, 2005, 2009, 2013, 2016 – ISBN 80-7254-686-4)

## Ceny a ocenění
- Národní cena ČR (1984; člen kolektivu)
- Cena ČSAV (1988, 1992; člen kolektivu)
- Cena Učené společnosti ČR (1996)
- Člen Učené společnosti ČR (od roku 2003)
- Cena ministryně školství, mládeže a tělovýchovy (2003)
- Medaile Za zásluhy  II. stupeň, za zásluhy o stát v oblasti vědy (2004)
- Cena AV ČR (2005; vedoucí kolektivu)
- Medaile Za zásluhy Přírodovědecké fakulty UK (2005)
- Granátový imunoglobulin za celoživotní zásluhy o rozvoj imunologie (2008)
- Medaile Hanse Krebse (Federation of European Biochemical Societies, 2009)
- Pamětní stříbrná medaile Senátu parlamentu ČR (2013)
- Cena předsedy AV ČR za propagaci a popularizaci výzkumu, experimentálního vývoje a inovací (2017)
- Cena Pražské skupiny Společnosti pro vědy a umění - SVU (2019)[16]
- Národní cena vlády Česká hlava za celoživotní přínos ve vědě (2020)[17]